# Athis fuscorubra
Athis fuscorubra is een vlinder uit de familie Castniidae. De wetenschappelijke naam van de soort werd, als Castnia fuscorubra, in 1917 gepubliceerd door Constant Vincent Houlbert.
De soort komt voor in het Zuid-Amerika.

## Synoniemen
- Athis fournieri Lathy, 1922[1]